# Чешка на Европском првенству у атлетици у дворани 2017.
Чешка је учествовала на 34. Европском првенству у дворани 2017 одржаном у Београду, Србија, од 3. до 5. марта. Ово је било дванаесто европско првенство у дворани од 1994. године од када Чешка учествује самостално под овим именом. Репрезентацију Чешке представљало је 25 спортиста (16 мушкараца и 9 жена) који су се такмичили у 19 дисциплине (13 мушких и 6 женских).
На овом првенству Чешка је заузело 5. место по броју освојених медаља са 7 медаља (1 златна, 2 сребрне и 4 бронзане). У табели успешности према броју и пласману такмичара који су учествовали у финалним такмичењима (првих 8 такмичара) Чешка је са 11 учесника у финалу заузела 7. место са 58 бода.
Поред освојених медаља такмичари Чешке оборили су четири лична рекорда, остварили су један рекорд европских резултат сезоне и 3 најбоља лична резултата сезоне.
| Пл. | Земља | 1. место | 2. место | 3. место | 4. место | 5. место | 6. место | 7. место | 8. место | Бр. фин. Бод. |
| --- | ----- | -------- | -------- | -------- | -------- | -------- | -------- | -------- | -------- | ------------- |
| 6.  | Чешка | 1 - 8    | 2 - 14   | 4 - 24   | 1 - 5    | -        | 2 - 6    | -        | 1 - 1    | 11 - 58       |

## Учесници
| Мушкарци: - Јан Велеба — 60 м - Павел Маслак — 400 м, 4 х 400 м - Јан Тесар — 400 м, 4 х 400 м - Патрик Шорм — 400 м, 4 х 400 м - Јан Кубиста — 800 м, 4 х 400 м - Филип Сасинек — 1.500 м - Јан Фриш — 1.500 м - Јакуб Земаник — 3.000 м - Петр Свобода — 60 м препоне - Мартин Хендл — Скок увис - Јан Кудличка — Скок мотком - Ладислав Прашил — Бацање кугле - Томаш Станек — Бацање кугле - Адам Себастијан Хелцелет — Седмобој - Јиржи Сикора — Седмобој | Жене: - Клара Сејдлова — 60 м - Барбора Прохазгова — 60 м - Зузана Хејнова — 400 м - Дениса Росолова — 400 м - Ленка Масна — 800 м - Катерина Халова — 800 м - Симона Врзалова — 1.500 м - Михаела Хруба — Скок увис - Романа Малачова — Скок мотком |  |

## Освајачи медаља (7)

### Злато (1)
- Павел Маслак — 400 м

### Сребро (2)
| - Томаш Станек — Бацање кугле | - Зузана Хејнова — 400 м |

### Бронза (4)
- Филип Сасинек — 1.500 м
- Филип Сасинек — 60 м препоне
- Патрик Шорм, Јан Тесар, 
 Јан Кубиста, Павел Маслак — 4 х 400 м
- Адам Себастијан Хелцелет — Седмобој

## Резултати

### Мушкарци
| Атлетичар       | Дисциплина   | Лични рекорд | Квалификације | Квалификације | Полуфинале            | Полуфинале           | Финале               | Финале       | Детаљи |
| Атлетичар       | Дисциплина   | Лични рекорд | Резултат      | Место         | Резултат              | Место                | Резултат             | Место        | Детаљи |
| --------------- | ------------ | ------------ | ------------- | ------------- | --------------------- | -------------------- | -------------------- | ------------ | ------ |
| Јан Велеба      | 60 м         | 6,65         | 6,77 КВ       | 2. у гр. 1    | 6,80                  | 8. у гр. 1           | Није се квалификовао | 16 / 26      |        |
| Павел Маслак    | 400 м        | 45,24 НР     | 47,57 КВ      | 1. у гр. 2    | 46,45 КВ              | 1. у гр. 1           | 45,77 ЕРС            |              |        |
| Јан Тесар       | 400 м        | 46,21        | 47,28 кв      | 4. у гр. 3    | 47,64                 | 4. у гр. 2           | Није се квалификовао | 8 / 24 (28)  |        |
| Патрик Шорм     | 400 м        | 46,49        | 47,50         | 4. у гр. 1    | Није се квалификовао  | Није се квалификовао | Није се квалификовао | 14 / 24 (28) |        |
| Јан Кубиста     | 800 м        | 1:47,61      | 1:49,21 КВ    | 1. у гр. 2    | 1:49,81               | 4. у гр. 2           | Није се квалификовао | 10 / 24      |        |
| Филип Сасинек   | 1.500 м      | 3:40,26      | 3:43,64 КВ    | 1. у гр. 2    |                       |                      | 3:45,89              |              |        |
| Јан Фриш        | 1.500 м      | 3:43,72      | 3:50,38       | 5. у гр. 1    | Нису се квалификовали | 18 / 22              |                      |              |        |
| Јакуб Земаник   | 3.000 м      | 8:03,60      | 8:14,50       | 10. у гр. 1   | Нису се квалификовали | 18 / 21 (23)         |                      |              |        |
| Петр Свобода    | 60 м препоне | 7,44 НР      | 7,59 кв       | 3. у гр. 1    | 7,53 ЛРС              |                      |                      |              |        |
| Патрик Шорм     | 4 х 400 м    | 3:04,09 НР   |               |               |                       |                      | 3:08,60              |              |        |
| Јан Тесар²      | 4 х 400 м    | 3:04,09 НР   |               |               |                       |                      | 3:08,60              |              |        |
| Јан Кубиста²    | 4 х 400 м    | 3:04,09 НР   |               |               |                       |                      | 3:08,60              |              |        |
| Павел Маслак²   | 4 х 400 м    | 3:04,09 НР   |               |               |                       |                      | 3:08,60              |              |        |
| Мартин Хендл    | Скок увис    | 2,26         | 2,21          | 11.           |                       |                      | Није се квалификовао | 11 / 20      |        |
| Јан Кудличка    | Скок мотком  | 5,80         |               |               |                       |                      | 5,80 ЛРС             | 4 / 21 (24)  |        |
| Ладислав Прашил | Бацање кугле | 21,10        | 20,68 КВ      | 4.            |                       |                      | 20,73                | 6 / 23       |        |
| Томаш Станек    | Бацање кугле | 21,32        | 20,94 КВ      | 3.            | 21,43 ЛР              |                      |                      |              |        |

 Такмичари у штафети означени бројем учествовали су и у појединачним дисциплинама 

#### седмобој
| Дисциплина   | Адам Себастијан Хелцелет | Адам Себастијан Хелцелет | Адам Себастијан Хелцелет | Адам Себастијан Хелцелет | Адам Себастијан Хелцелет | Адам Себастијан Хелцелет |
| Дисциплина   | Лич. рек.                | Рез.                     | Бод.                     | Плас.                    | Укупно                   | Плас.                    |
| ------------ | ------------------------ | ------------------------ | ------------------------ | ------------------------ | ------------------------ | ------------------------ |
| 60 м         | 6,98                     | 7,06                     | 861                      | 9.                       | 861                      | 9.                       |
| Скок удаљ    | 7,60                     | 7,41                     | 913                      | 4.                       | 1.774                    | 7.                       |
| Бацање кугле | 15,44                    | 15,25                    | 755                      | 3.                       | 2.579                    | 3.                       |
| Скок увис    | 2,06                     | 2,01                     | 813                      | 9.                       | 3.392                    | 3.                       |
| 60 препоне   | 7,94                     | 7,97                     | 989                      | 4.                       | 4.381                    | 3.                       |
| Скок мотком  | 5,10                     | 5,00                     | 910                      | 6.                       | 5.291                    | 3.                       |
| 1.000 м      | 2:42,26                  | 2:45,00 ЛРС              | 818                      | 10.                      | 6.110                    | 3.                       |
| Укупно       | 6.188                    | -                        | -                        | -                        | 6.110                    |                          |

| Дисциплина   | Јиржи Сикора | Јиржи Сикора | Јиржи Сикора | Јиржи Сикора | Јиржи Сикора | Јиржи Сикора |
| Дисциплина   | Лич. рек.    | Рез.         | Бод.         | Плас.        | Укупно       | Плас.        |
| ------------ | ------------ | ------------ | ------------ | ------------ | ------------ | ------------ |
| 60 м         | 6,99         | 7,06         | 861          | 9.           | 861          | 10.          |
| Скок удаљ    | 7,66         | 7,10         | 838          | 12.          | 1.699        | 10.          |
| Бацање кугле | 14,85        | 15,06 ЛР     | 793          | 4.           | 2.492        | 10.          |
| Скок увис    | 2,00         | 1,98         | 785          | 5.           | 3.277        | 9.           |
| 60 препоне   | 8,01         | 7,99 ЛР      | 984          | 5.           | 4.261        | 9.           |
| Скок мотком  | 4,80         | 4,90 ЛР      | 849          | 10.          | 5.141        | 8.           |
| 1.000 м      | 2:47,92      | 2:50,44      | 761          | 12.          | 5.902        | 10.          |
| Укупно       | 5.985        | -            | -            | -            | 5.902        | 10 / 14 (16) |

### Жене
| Атлетичарка        | Дисциплина  | Лични рекорд | Квалификације      | Квалификације      | Полуфинале            | Полуфинале            | Финале                | Финале                | Детаљи |
| Атлетичарка        | Дисциплина  | Лични рекорд | Резултат           | Место              | Резултат              | Место                 | Резултат              | Место                 | Детаљи |
| ------------------ | ----------- | ------------ | ------------------ | ------------------ | --------------------- | --------------------- | --------------------- | --------------------- | ------ |
| Клара Сејдлова     | 60 м        | 7,33         | 7,35 КВ            | 3. у гр. 3         | 7,43                  | 6. у гр. 1            | Није се квалификовала | 37 / 37 (38)          |        |
| Барбора Прохазгова | 60 м        | 7,29         | 7,51               | 4. у гр. 1         | Није се квалификовала | Није се квалификовала | Није се квалификовала | 30 / 37 (38)          |        |
| Зузана Хејнова     | 400 м       | 51,27        | 53,26 КВ           | 1. у гр. 2         | 52,74 КВ              | 1. у гр. 1            | 52,42                 |                       |        |
| Дениса Росолова    | 400 м       | 51,73        | Није завршила трку | Није завршила трку | Није се квалификовала | Није се квалификовала | Није се квалификовала | Није се квалификовала |        |
| Ленка Масна        | 800 м       | 2:01,25      | 2:05,64            | 3. у гр. 2         | Нису се квалификовале | Нису се квалификовале | Нису се квалификовале | 15 / 19               |        |
| Катерина Халова    | 800 м       | 2:03,89      | 2:06,85            | 3. у гр. 3         | Нису се квалификовале | Нису се квалификовале | Нису се квалификовале | 18 / 19               |        |
| Симона Врзалова    | 1.500 м     | 4:10,04      | 4:14,31            | 3. у гр. 3         |                       |                       | Није се квалификовала | 7 / 11                |        |
| Михаела Груба      | Скок увис   | 1,95         | 1,90 кв            | 8.                 | 1,92 ЛРС              | 6 / 21                |                       |                       |        |
| Романа Малачова    | Скок мотком | 4,71         |                    |                    |                       |                       | 4,40                  | 13 / 13               |        |